# Quelques bibelots de jade
 (novembre 2024).
La mise en forme du texte ne suit pas les recommandations de Wikipédia : il faut le « wikifier ».
Les points d'amélioration suivants sont les cas les plus fréquents :
- Les titres sont pré-formatés par le logiciel. Ils ne sont ni en capitales, ni en gras.
- Le texte ne doit pas être écrit en capitales (les noms de famille non plus), ni en gras, ni en italique, ni en « petit »…
- Le gras n'est utilisé que pour surligner le titre de l'article dans l'introduction, une seule fois.
- L'italique est rarement utilisé : mots en langue étrangère, titres d'œuvres, noms de bateaux, etc.
- Les citations ne sont pas en italique mais en corps de texte normal. Elles sont entourées par des guillemets français : « et ».
- Les listes à puces sont à éviter, des paragraphes rédigés étant largement préférés. Les tableaux sont à réserver à la présentation de données structurées (résultats, etc.).
- Les appels de note de bas de page (petits chiffres en exposant, introduits par l'outil «  Source ») sont à placer entre la fin de phrase et le point final[comme ça].
- Les liens internes (vers d'autres articles de Wikipédia) sont à choisir avec parcimonie. Créez des liens vers des articles approfondissant le sujet. Les termes génériques sans rapport avec le sujet sont à éviter, ainsi que les répétitions de liens vers un même terme.
- Les liens externes sont à placer uniquement dans une section « Liens externes », à la fin de l'article. Ces liens sont à choisir avec parcimonie suivant les règles définies. Si un lien sert de source à l'article, son insertion dans le texte est à faire par les notes de bas de page.
- La présentation des références doit suivre les conventions bibliographiques. Il est recommandé d'utiliser les modèles {{Ouvrage}}, {{Chapitre}}, {{Article}}, {{Lien web}} et/ou {{Bibliographie}}. Le mode d'édition visuel peut mettre en forme automatiquement les références.
- Insérer une infobox (cadre d'informations à droite) n'est pas obligatoire pour parachever la mise en page.

Pour une aide détaillée, merci de consulter Aide:Wikification.
Si vous pensez que ces points ont été résolus, vous pouvez retirer ce bandeau et améliorer la mise en forme d'un autre article.
Quelques bibelots de jade est un recueil de nouvelles d’inspiration décadente et symboliste, écrites par l'écrivain britannique Arthur Machen au cours des années 1890 mais publiées seulement en 1924. 

## Présentation du recueil

### Contenu
Les nouvelles constituant le recueil sont les suivantes : 
- La roseraie (titre original : The Rose Garden)
- Les touraniens (Titre original : The Turanians)
- L'idéaliste (Titre original : The Idealist)
- Sorcellerie (Titre original :  Witchcraft)
- La cérémonie (Titre original : The Ceremony)
- Psychologie (Titre original : Psychology)
- Torture (Titre original : Torture)
- Solstice d’été (Titre original : Midsummer)
- Nature (Titre original : Nature)
- Les choses saintes (Titre original : The Holy Things)

### Thématiques abordées
Bien que les textes contenus dans ce volume aient tous été composés à la fin des années 1890, 
et datent donc de la même période que Le Grand Dieu Pan ou Les Trois imposteurs, ils ne paraîtront en recueil qu’en 1924 à New York, près de trente ans après leur écriture, dans une édition au tirage limité à 1000 exemplaires. En effet, à la suite du procès d’Oscar Wilde en 1895, Arthur Machen semble avoir éprouvé de grandes difficultés à trouver des éditeurs pour ses œuvres d’inspiration décadente. 
Les textes formant ces Quelques bibelots de jade se caractérisent par leur extrême concision associée à une grande puissance d’évocation, ce qui leur vaut d’être parfois qualifiés de poèmes en prose. Le titre du recueil se veut d’ailleurs peut-être un écho aux Émaux et camées  de Théophile Gautier. Arthur Machen préférait quant à lui les décrire comme des « expérimentations ».
Par la vision du monde qu’elles portent, ces nouvelles se rattachent au décadentisme et au mouvement symboliste. Chacune d'elles soulève ou décrypte le voile des apparences afin de révéler au lecteur les secrets qui se dissimulent derrière la réalité telle que la perçoit notre vue imparfaite.  
On y retrouve la plupart des thèmes qui innervent les œuvres d’Arthur Machen à cette époque : La cérémonie, Solstice d’été, Sorcellerie, Les choses saintes évoquent ainsi les survivances du paganisme et de la sorcellerie, la perpétuation des rites de fertilité ou le mysticisme chrétien. Les Touraniens peut quant à lui se rattacher au cycle du petit peuple. Nature et sexualité tissent également un fil qui relie la plupart de ces courts récits.

### Editions en langue anglaise
- Edition originale : Ornaments in Jade[2], New York : Alfred A. Knopf, 02/1924, 46 pages[3]

À noter que The Rose Garden fut préalablement publié dans le périodique The Neolith en août 1908.

### Editions françaises
- Première édition intégrale

- Quelques bibelots de jade, Les enfants de la nuit, 2024, traduction Laurent Mathis, 444 pages, éditions Les enfants de la nuit/Lulu.com.
- Editions françaises partielles

- La cérémonie est parue dans l’anthologie 21 nouvelles histoires de sexe & d’horreur, établie par Michele Slung, traduction de Stéphane Carn, Paris : Albin Michel, 02/1998.